# Еберхард II фон Марк-Аренберг
Еберхард II или Еврар де ла Марк (на немски: Eberhard II (IV) von der Marck-Arenberg, на френски: Évrard de La Marck; * 1364, Арембег; † 1454) от рода на Ламарките, е граф на Аремберг от 1378 до 1454 г.

## Живот
Той е син и наследник на граф Еберхард I фон Марк-Аренберг († 1378) и съпругата му Мария фон Лооц. Брат му Йохан I става граф на Марк-Аренберг.
Еберхард II получава и други собствености. Жени се за Мари от Седан († 1415). През 1424 г. получава от зет си Луи господствата Седан и Флоранвил. През 1446 г. започва строежа на замък Седан.
Чрез втората си женитба за Агнес от Рошефорт той получава също графството Роцшефорт в днешна Белгия и други земи.
Еберхард II воюва с род Люксембург и с манастир Лиеж. През 1445 г. има конфликт с Филип Добрия от Бургундия.

## Деца
С първата си съпруга той има три деца:
- Елизабет (* ок. 1400; † сл. 1479), омъжена I. за Симон V Векер фон Цвайбрюкен-Бич († 1426/1437?)), II. на 1 март 1436 г. за граф Георг I фон Сайн-Витгенщайн († 1472)
- Йохан II фон Марк-Аренберг († 1427), граф на Аренберг, княз на Седан, женен 1443 г. за графиня Анна фон Вирнебург († 1480)
- Якоб († 1444), бургграф в Пикардия

С втората си съпруга той има също три деца:
- Еберхард († 26 юни 1452, Лиеж), граф Монтегю, женен за фон Елтер
- Жан де Ла Марк, духовник, архидякон в Лиеж
- Лудвиг I фон Марк-Рошфор († сл. 2 юни 1498), наследява Графство Рошфор, женен за Никол д'Аспремон († 1470); имат пет деца